# Jean-François Solier
Pour les articles homonymes, voir Solier.
Jean-François Solier est un homme politique français né le 26 avril 1797 à Castelnaudary (Aude) et mort le 25 décembre 1882 à Castelnaudary.

## Biographie
Propriétaire terrien, il s'occupe de sciences, de mathématiques et d'agriculture. Il est député de l'Aude de 1848 à 1849, siégeant avec la droite. Il est briévement conseiller général du canton de Belpech en 1848.

## Sources
- « Jean-François Solier », dans Adolphe Robert et Gaston Cougny, Dictionnaire des parlementaires français, Edgar Bourloton, 1889-1891 [détail de l’édition]